# Garotas Fantasia
As Garotas Fantasia eram as bailarinas e assistentes de palco do programa de televisão Fantasia, que estreou na grade de programação do SBT em 1 de dezembro de 1997. Inicialmente apresentado por Adriana Colin, Débora Rodrigues, Valéria Balbi e Jackeline Petkovic, o game show tornou-se conhecido por revelar grandes personalidades da mídia. Do grupo, destacam-se Amanda Françozo e Tânia Mara, que se tornaram apresentadoras do programa, Lívia Andrade e Patrícia Salvador, que continuaram trabalhando em programas de TV, Ellen Rocche, que já trabalhava como assistente de palco no SBT e mais tarde se tornaria atriz, Viviane Porto e Thammy Miranda, que chegaram a atuar como atrizes, Renata Sayuri, que estreou o sucesso infanto-juvenil Band Kids, Izabella Camargo e Millena Machado, que seguiram carreira como locutoras de rádio e posteriormente apresentadoras de televisão, Fernanda Vasconcellos ("Fernandinha") e Robertha Portella, que se tornaram atrizes, Milene Uehara, a Milene "Pavorô" do Programa do Ratinho, Mirella Ferraz, a "sereia brasileira", dentre outras. Débora Settim foi a única garota a participar de todas as temporadas do Fantasia.

## Garotas Fantasia

### Originais[nota 1]
- Alexssandra Lima (1997–98)
- Aline Franco (Aline Vanessa) (1997–98)[1]
- Amanda Françozo (1997–98)[2][3][4][5][6]
- Ana Carolina Galvão (Carol) (1997–98)
- Ana Carolina Piteri (Carol) (1997–98)[7]
- Ana Lívia Montagna (1997–00)
- Ana Lúcia Marques (1997–98)
- Andra Lúcia (Andra Lucy) (1997–98)
- Caroline Santos (1997–98)
- Christiane Sousa  (1997–98)
- Cristiane Diniz (1997–00)
- Daniela Marcondes (Dani) (1997–98; 1998–00)[8][9]
- Danielle Felitti (1997–98)[10][11]
- Débora Settim (1997–00; 2007–08)[nota 2][12]
- Déborah Abreu (Debby) (1997–00)
- Denise Venturine (1997–98)[13]
- Ellen Rocche (Cinturinha de Pilão) (1997–99)[14]
- Fabiana Almeida (Fabiana Sil) (Bibi) (1997–00)[15]
- Fabiana Oberhofer (1997)[15]
- Gabriela Roncatti (Gabi) (1997–98)[16]
- Izabella Camargo (1997–00)[6][15][17]
- Janete Borges (Jade) (1997–98)
- Juliana Domingues (1997–99)[15][18]
- Jussara Binotto (1997–00)[6][15]
- Karen Soares (1997–00)[15]
- Leslie Balzano (1997–00)[5][19]
- Michele Ruiz (1997–00)
- Michelle Losso (1997–98)
- Patrícia Fernandes (Patty Beijo) (1997–99)
- Patrícia Frossard (1997–98)[20][21]
- Patrícia Prado (Ariel) (1997–98)
- Poliana Souza (1997–98)
- Pollyana Morbach (Polly) (1997–98; 2000)[22][23]
- Queila Arantes (1997–00)
- Rabech Lima (1997–00)[6]
- Rebecka Lima (1997–00)[5]
- Renata Sayuri (1997–99)
- Roberta Carbone (Beterraba) (1997–00)
- Rosane Santos (Bocão) (1997–00)
- Sabrina Caldana (Pimentinha) (1997–99)[5][15]
- Sara Prado (1997–00)
- Selma Roth (1997–99)[24]
- Simone Bayer (1997–99; 2000)[5][6][25]
- Simone Matos (Cacau) (1997–99)
- Tânia Mara (1997–98)[6][26][27]
- Tatiana Paiva (Tati) (1997–98)
- Vanessa Balsamo (1997–98)[5]
- Vanessa Masan (1997–98)
- Viviane Porto (1997–99)[28]
- Wanessa Morgado (1997–99)[29][30][31]

### Posteriores (1997–00)
- Adriana Henriques
- Adriana Mara (Drica)
- Adriana Medeiros
- Adriana Reis (Adriana Kulian) (Drika)
- Alana Rosseto
- Alessandra Nogueira
- Aline Piovezan
- Alline Morais
- Amanda Gabão
- Ana Cláudia Rodrigues
- Ana Cristina Schuch
- Anelize Vieira
- Ângela Sanches
- Aretha Catelan
- Ariane Freitas[32]
- Babi Rosa
- Bartira Serip
- Bianca Petrillo
- Bianca Schetinni
- Bruna Aghazarian
- Bruna Ganzarolli
- Bruna Manzini (Bruninha)
- Carina Lima
- Carla Castilho
- Carla Murakami
- Carla Rocco
- Carol Granja
- Carol Pansonatto
- Carol Porcelli[33]
- Carolina Beig (Carol)
- Cátia Verpa
- Christina Marths (Chris)
- Cinthya Lee
- Cintia Assis
- Cláudia Garcia
- Cristiana Amorim
- Cristiane Cirino (Cris)
- Daiane Amêndola[34][35]
- Daiane Hernandes
- Daniela de Géa (Dani)
- Daniela Malta
- Daniela Perez (Dany)
- Daniela Volpe
- Danielle Santos
- Danielle Sobreira
- Dayse Conrado
- Débora Sitta
- Denise Catão
- Diovana Dallarosa
- Elaine Fernandes
- Elen Pinheiro
- Ellen Patrícia
- Érika Soares
- Érika Vieira[nota 3]
- Ester Gama
- Eveline Paschoalino
- Evelize Lopez
- Fabiana Neumann
- Fabiana Virgínia (Vick)
- Fernanda Alcantara
- Fernanda Dib
- Fernanda Faveron[36]
- Fernanda Vasconcellos (Fernandinha)[6][37][38]
- Flávia Andrade
- Flávia Rocha (Flavinha)[39]
- Flávia Vega
- Francine Mitchell (Fran)
- Gabriele Serafim (Gabi)
- Gabrielle Büger (Gaby)
- Giovana Sylvestre
- Giselle Liana
- Gislaine Rolim
- Gislaine Tristão
- Giuliana Carbonell
- Gláucia Dinis
- Graziela Altoé[40]
- Guadalupe Rios
- Hastate Franco
- Ingrid Alcantara
- Isabel Andrade (Izza)
- Isabel Castro (Bel)
- Iza Rocche[41][42]
- Janaína Baptista
- Joyce Hernandes (Joycinha)
- Joyce Volpe
- Joyci Silva
- Juliana Fulco
- Juliana Kraieski
- Juliana Lima (Jú)
- Juliana Scodeler
- Juliana Tetti
- Juliana Vilas (Julie)
- Juliana Winterink (Julianinha)
- Karina Petenati
- Karine Oliveira
- Karol Bonato
- Kátia Domingos
- Keli Pires
- Kenia Sabino
- Leila Carvalho
- Leila Silva
- Lilian Araújo
- Lilian Ramos
- Lívia Andrade[6][43][44]
- Lívia Lemos
- Lourena Camilla
- Lúcia Nunes
- Luciana Fontes
- Luciene Salles
- Maíne Monteleone
- Maisa Ortigosa
- Marcela Couto[nota 4]
- Marcela Pontes
- Marcella Faria
- Maria Tereza
- Mariana Tedeschi
- Mariângela Matsuura
- Marianne Camillo
- Maristela Bueno (Michele)
- Maryanne Mayumi
- Mayrane Polo
- Meiryelen Castro
- Milena Fraga[45]
- Milene Uehara (Milene Pavorô)
- Millena Machado
- Mirella Ferraz
- Monalisa Celeste[46][47]
- Natalie Firmino
- Paula Liebert
- Paula Futigami (Paulinha)
- Patrícia Doneda
- Patrícia Salvador
- Patrícia Villas
- Priscila Alcarde
- Priscila Annunciato[48][49]
- Rafaella Viscardi (Rafinha)[50][51]
- Raphaella Silva
- Regina Lima (Rubi)
- Regina Reis
- Rejane Kristovic
- Renata Arcanjo
- Renata Cardoso
- Renata Dias
- Renata Gomes
- Renata Nomura
- Renata Paschoal (Renatinha)
- Renata Ponte
- Renata Xande
- Renata Zoéga
- Renatta França
- Rhenata Schmidt
- Rita de Cássia
- Rita Navarro
- Roberta Guimarães
- Roberta Melo
- Roberta Piteri
- Roberta Soares
- Robertha Portella
- Roseli Andréia
- Rosenita Mariano
- Sabrina Pessoa
- Samantha Ramos
- Sandra Garcia[52]
- Silvia Burigo
- Simone Siqueira[nota 5]
- Solange Cunha
- Sttephanie Morais
- Suellen Gonçalves
- Tatiana Hudson
- Tatiana Moreto (Tati)
- Tatiana Okubo
- Thaís Breda
- Thaís Michelon
- Thaís Ortega
- Thalita Pichelli
- Thammy Miranda
- Thays Tedeschi[53]
- Valéria Lima
- Vanessa Batista
- Vanessa Cesnik
- Vanessa Dias
- Vanessa Lombardi
- Vanessa Oliveira
- Vanessa Uglar
- Vanessa Zotth (Sandra Vanessa)[54][55]
- Vânia Freitas
- Veronica Sterzek
- Vivian Sinara
- Wanessa Siqueira
- Zulemar Savian

### 4ª Temporada (2007–08)
- Aline Hauck[56]
- Ana Luísa Marques
- Ana Paula Magalhães
- Ana Santiago
- Andressa Modro
- Angélica Baldini[57]
- Ariana Nasi
- Caroline Guimarães (Carol)
- Daiane Bueno
- Daniele Sachetti (Dani)
- Danielle França[58][59]
- Débora Settim
- Diana Oliveira
- Elisabete Soares (Bete)
- Érika Vieira
- Evelise Giorge (Ivy)
- Fernanda Brusin (Nanda)
- Fernanda Moraes
- Flávia Cristina
- Jéssica Moreira
- Kate Frazão
- Kátia Volkland[60]
- Larissa Guerrero[61][62]
- Lídia Dickel
- Luana Campos
- Luane Pellegrino (Lua)
- Luma Simões
- Marcela Couto
- Marianna Campos (Mari)
- Michele Calantonio
- Mônica Nucci
- Natália Premici
- Nathalie Guilmoto (Naty)
- Pâmela Carvalho
- Renata Fukimura
- Simone Siqueira[63]
- Suellen Barreto
- Talita Colucci
- Talita Paganotti (Talitinha)
- Tatiane Côrtes
- Tatiane Marques (Tati)
- Thaís

## Destaques

### Amanda Françozo
Amanda Regina Françozo (Ibaté, 7 de julho de 1979) é uma apresentadora e jornalista brasileira. Começou sua carreira artística em 1997, aos dezoito anos de idade, como Garota Fantasia. Em março de 1998, três meses desde a estreia de Fantasia, Amanda é escolhida para comandar a atração no lugar de Valéria Balbi que havia deixado o programa. Atualmente apresenta os programas Revelações do Sertanejo e De Papo com Amanda Françozo, ambos na TV Aparecida.

### Daiane Amêndola
Daiane Amêndola de Almeida (Santo André, 21 de janeiro de 1984), é uma assistente de palco e bailarina brasileira. Começou sua carreira como Garota Fantasia em 1998, permanecendo na atração até março de 1999, quando passou a integrar o grupo de Paquitas da Geração 2000. Em 2002, após a extinção do programa Planeta Xuxa, Daiane deixa o grupo e logo em seguida no começo de 2003, começa a trabalhar como Bailarina no programa Domingão do Faustão. E entre 2012 e 2014, foi Bailarina no Programa Silvio Santos.

### Danielle Sobreira
Danielle Sobreira de Albuquerque (São Bernardo do Campo, 27 de setembro de 1983), é uma bailarina, empresária e ex-modelo. Tornou-se mais conhecida como assistente de palco de Gugu Liberato no Domingo Legal.

### Ellen Rocche
Ellen Rocche (São Paulo, 19 de julho de 1979), é uma atriz brasileira. Ellen participou do programa Se Rolar, Rolou, no SBT em 1996. No ano seguinte tornou-se assistente de palco do programa Gol Show. Em 2002, participou do reality show Casa dos Artistas 2 ficando no segundo lugar ganhando 100 mil reais. Em 2013 interpretou Brunetty na telenovela Sangue Bom. Interpretou a personagem Dona Capitu na nova versão do programa humorístico Escolinha do Professor Raimundo, que na versão original foi interpretada por Cláudia Mauro.

### Fernanda Vasconcellos
Fernanda "Fernandinha" de Vasconcellos Galvez (São Paulo, 14 de setembro de 1984), é uma atriz brasileira. Começou a carreira em 1997 no SBT como assistente de palco do programa Fantasia. Após o fim do programa, em junho de 2000, passou a ser assistente de palco e bailarina do Domingo Legal, onde ficou por quase cinco anos. Em 2005 passou nos testes da Rede Globo para a décima segunda temporada de Malhação, na qual interpretou a protagonista Betina.  Atuou também em Desejo Proibido (2007), Tempos Modernos (2010), A Vida da Gente (2011) e Sangue Bom (2013).

### Izabella Camargo
Izabella Spaggiari Brazil Camargo (Apucarana, 1 de fevereiro de 1981), mais conhecida como Izabella Camargo, é uma jornalista e youtuber brasileira. Em 2012 começou a trabalhar como repórter na Rede Globo São Paulo. Em 2015 participou do rodízio de apresentadores do SPTV. Em abril do mesmo ano passou a ser titular da previsão do tempo nos telejornais Hora Um e Bom Dia Brasil, além de substituir Monalisa Perrone na apresentação do Hora Um, eventualmente apresentando também o Bom Dia São Paulo.

### Jussara Binotto
Jussara Binotto Hourneaux Moura (São Vicente, 1 de setembro de 1979), ou apenas Jussara Binotto, é uma ex-modelo, jornalista, repórter e apresentadora brasileira. Após o Fantasia, mudou-se para Portugal onde apresenta desde 2016 o programa "Kanal da Ju", na MEO. Também ficou famosa por tantas entrevistas importantes que fez com políticos, deputados e celebridades de Portugal e do Brasil.

### Lívia Andrade
Lívia Regina Sórgia de Andrade (São Paulo, 20 de junho de 1983), é uma apresentadora, atriz, modelo, radialista e empresária brasileira. Tornou-se conhecida como uma das Mallandrinhas e posteriormente como uma das participantes do quadro "Jogo dos Pontinhos" do Programa Silvio Santos. Despontou como a vilã Suzana Bustamante no grande sucesso Carrossel de Íris Abravanel. De 2017 a 2020, apresentou o programa Fofocalizando.

### Lívia Lemos
Lívia Lemos Peçanha (Niterói, 1 de Fevereiro de 1984) é uma empresária brasileira atuante em Portugal que no passado foi modelo e apresentadora de televisão.

### Milene Uehara
Milene "Pavorô" Regina Uehara (Campinas, 7 de abril de 1980), é uma humorista e assistente de palco brasileira. Em 1999 ganhou a competição Canta e Dança, Minha Gente e chamou a atenção da coreógrafa Joyce Kermann, que a chamou para trabalhar como bailarina no programa Fantasia. Atualmente faz parte do elenco do Programa do Ratinho, onde participa de quadros e apresenta o "Jornal Rational" junto com o apresentador.

### Millena Machado
Millena Machado (São José dos Campos, 17 de setembro de 1980), é uma apresentadora e jornalista brasileira. Tornou-se mais conhecida por apresentar o programa Autoesporte da Rede Globo.

### Mirella Ferraz
Mirella Ferraz de Nogueira (São Paulo, 7 de abril de 1983), é uma escritora, roteirista, bailarina e coreógrafa brasileira. Considerada a primeira "sereia profissional" do Brasil, serviu de inspiração para a personagem "Ritinha" da novela A Força do Querer, de Glória Perez, apresentada na Rede Globo.

### Patrícia Salvador
Patrícia Salvador do Carmo (Campinas, 22 de fevereiro de 1978), é uma assistente de palco, apresentadora e modelo brasileira. Tornou-se mais conhecida por apresentar o programa Roda a Roda ao lado de Silvio Santos.

### Rafaella Viscardi
Rafaella Priscila Viscardi (Campinas, 18 de março de 1984), mais conhecida como Rafinha Viscardi, é uma bailarina e coreógrafa brasileira. Aos 13 anos fez teste para entrar no programa Fantasia do SBT, e passou entre milhares de candidatas.
Trabalhou ao lado de Gugu Liberato como assistente de palco nos programas Domingo Legal, do SBT, e Programa do Gugu, na RecordTV. Hoje, como coreógrafa do Programa do Ratinho, Rafinha se consolida no mercado artístico como grande profissional no ramo do entretenimento, realizando trabalhos de coaching, coreografia e fazendo parte de eventos de sucesso.

### Renata Sayuri
Renata Sayuri Kajiyama (Taubaté, 13 de março de 1981), é uma apresentadora e atriz brasileira de ascendência japonesa. Ganhou proeminência por seu trabalho no programa Band Kids, que apresentava os desenhos sob a pele da heroína Kira, cujo figurino havia sido inspirado nos personagens de anime.

### Robertha Portella
Robertha Rodrigues Portella (Rio de Janeiro, 16 de outubro de 1985), é uma atriz e dançarina brasileira. Em 2006 venceu o concurso Musa do Brasileirão, do Caldeirão do Huck, representando o Clube de Regatas Flamengo. Em 2008 passou a integrar o elenco de dançarinas do programa Domingão do Faustão, onde ficou até 2012. Em maio de 2012, participou da quinta edição do reality show A Fazenda, da RecordTV, tendo sido eliminada na décima primeira semana, terminando a competição em quinto lugar.

### Tânia Mara
Tânia Mara Araújo Almeida (Brasília, 9 de fevereiro de 1983), ou apenas Tânia Mara, é uma cantora, compositora, atriz e apresentadora brasileira. Assim como Amanda Françozo, Tânia Mara começou sua carreira artística como Garota Fantasia e, com três meses de programa, assumiu o comando do programa. Ganhou destaque ao lançar seu hit single "Se Quiser", de seu álbum Tânia Mara, em agosto de 2006.

### Vanessa Zotth
Vanessa Zotth (São Caetano do Sul, 12 de setembro de 1982), é uma modelo, cantora e atriz brasileira. Vanessa iniciou sua carreira artística aos 15 anos como uma das bailarinas do Fantasia, no SBT, onde também trabalhou no Canta e Dança, A Praça é Nossa e Domingo Legal. Após sair do SBT, se juntou a uma das formações do musical Banana Split. De 2004 a 2005, integrou o elenco de Panicats do Pânico na TV
Em 2010, foi contratada pela Rede Record para fazer participações no Show do Tom, foi bailarina do Programa do Gugu e no ano seguinte integrou o elenco do quadro humorístico Escolinha do Gugu para interpretar a personagem "Dona Fifi de Assis". Em 2012, posou nua para a revista Playboy. Em 2014, desfilou para a escola de samba Águia de Ouro.

### Viviane Porto
Viviane Porto da Silva (São Paulo, 2 de janeiro de 1980) é uma atriz brasileira. É mais conhecida por interpretar Aline na série 3% da Netflix.